# Alberto Aguilar Leiva
Para otros significados, véase Alberto Aguilar
Alberto Aguilar Leiva (Benamejí, provincia de Córdoba, 12 de julio de 1984) es un exfutbolista español. Juega de centrocampista y su primer equipo fue el Málaga C.F.. Actualmente es el director deportivo del Antequera CF de la Segunda División RFEF de España.

## Trayectoria profesional
Debutó el 21 de junio de 2003 en las filas del Málaga contra el Mallorca, manteniéndose en las filas del filial hasta el 2005, año por el que se cambió al Getafe. En el equipo azulón ha jugado en Primera 32 partidos en dos temporadas. Es un jugador polivalente, muy físico, contundente y con mucha llegada, buen disparo y gran remate de cabeza. Suele jugar de centrocampista defensivo, su posición natural, aunque puede jugar de central como hizo la pasada campaña en el Albacete.  No es un jugador que marque muchos goles, ya que es un centrocampista defensivo o central, pero 2 de sus 5 goles han sido de los más importantes para él o para sus equipos. Le marcó al Córdoba, el equipo de su tierra, en la jornada 17 con el Albacete en la temporada 2009/2010, y también marcó con el Córdoba el gol que supuso la clasificación a la ronda final de la Copa del Rey donde militan ya equipos de Primera. Es un especialista táctico y rematador en jugadas de balón parado. En el mercado de verano de 2013 se desvincula del Córdoba C.F. y ficha por la S.D. Ponferradina. Tras dos temporadas en el conjunto castellanoleonés, en verano de 2015, ficha por el equipo australiano Western Sydney Wanderers de la Hyunday A-League.
En su palmarés destaca un subcampeonato de la Copa del Rey 2006/2007 con el Getafe C.F.

## Clubes
- Sporting Benamejí - España - 1996/2002 - Primera Preferente
- Málaga C.F. - España - 2004/2005 - Primera División
- Getafe C.F. - España - 2005/2007 - Primera División
- Club Granada 74 - España - 2007/2008 - Segunda División
- Albacete Balompié - España - 2008/2010 - Segunda División
- Córdoba C.F. - España - 2010/2013 - Segunda División
- S.D. Ponferradina - España - 2013/2015 - Segunda División
- Western Sydney Wanderers - Australia - 2015 - Hyunday A-League
- Anorthosis Famagusta - Chipre - 2016 - Primera División de Chipre
- F.C. Cartagena - España - 2017/2019 - Segunda División B
- Antequera CF - España - 2019/2021 - Tercera División de España